# سيرهي ملنك
سيرهي ملنك (بالأوكرانية: Мельник Сергій Анатолійович)‏ هو لاعب كرة قدم أوكراني في مركز الدفاع، ولد في 4 سبتمبر 1988 في أوديسا في أوكرانيا. لعب مع تشورنومورتس أوديسا وتوربيدو جودينو وميلسامي أورهي ونادي فيتيبسك.

## وصلات خارجية
- سيرهي ملنك على موقع اتحاد أوكرانيا (الإنجليزية)
- سيرهي ملنك على موقع قاعدة بيانات كرة القدم.إي يو (الإنجليزية)
- سيرهي ملنك على موقع Soccerway.com (الإنجليزية)